# Wittdün
Wittdün è un comune di 718 abitanti dello Schleswig-Holstein, in Germania. Si trova nella parte meridionale dell'isola di Amrum.
Appartiene al circondario (Kreis) della Frisia Settentrionale (targa NF) ed è parte della comunità amministrativa (Amt) di Föhr-Amrum.